# سو ته‌جی اند بویز
سو ته‌جی اَند بویز یا سو تایجی اند بویز (کره‌ای: 서태지와 아이들، انگلیسی: Seo Taiji and Boys) گروه موسیقی اهل کرهٔ جنوبی بود که از سال ۱۹۹۲ تا ۱۹۹۶ به فعالیت می‌پرداخت. سه عضو این گروه سو ته‌جی، یانگ هیون سوک و لی جونو، ژانرهای مختلف موسیقی عامه‌پسند غربی را در آثار خود به کار گرفتند. سو ته‌جی اند بویز موفقیت چشمگیری داشت و با پیشگام شدن در استفاده از رپ در موسیقی پاپ کره و گنجاندن نقد اجتماعی در آثارش علی‌رغم فشار از سمت کمیته‌های اخلاق و سانسور، موجب تغییر در صنعت موسیقی کرهٔ جنوبی شد. گروه در سال‌های ۱۹۹۲ و ۱۹۹۳، جایزهٔ بزرگ مراسم جوایز موسیقی سئول را دریافت کرد. به گزارش بیلبورد در آوریل ۱۹۹۶، سه آلبوم نخست گروه هر کدام بیش از ۱٫۶ میلیون و آلبوم چهارم نزدیک دو میلیون کپی فروش داشت و هر چهار آلبوم جزو پرفروش‌ترین آلبوم‌های کرهٔ جنوبی بودند.

## اعضا
- سو ته‌جی (서태지) – آواز اصلی، بیس، گیتار، کیبورد، ترانه‌سرای اصلی، لیدر
- یانگ هیون سوک (양현석) – آواز زمینه، رپر، طراحی رقص
- لی جونو (이주노) – آواز زمینه، طراحی رقص

## ترانه‌شناسی
- سو ته‌جی اند بویز (۱۹۹۲)
- سو ته‌جی اند بویز ۲ (۱۹۹۳)
- سو ته‌جی اند بویز ۳ (۱۹۹۴)
- سو ته‌جی اند بویز ۴ (۱۹۹۵)